# Jeremy
Jeremy è un singolo dei Pearl Jam; il brano è contenuto anche nel loro album di debutto Ten. Il brano ricevette la nomination ai Grammy come Best Rock Song e Best Hard Rock Performance nel 1993. Lo stesso anno, il video di "Jeremy" ricevette quattro premi agli MTV Video Music Awards, tra i quali Best Video of the Year. La canzone fu inclusa nella tracklist di Rearviewmirror: Greatest Hits 1991-2003.

## Il brano
A livello musicale, la canzone è caratterizzata da un uso prominente del basso Hamer a 12 corde di Jeff Ament. È proprio il bassista ad aprire il brano, eseguendo il riff principale che accompagnerà tutte le strofe. Ad Ament è anche affidata la chiusura del brano, questa volta tramite la tecnica dell'arpeggio. In entrambi i casi, vengono accentate alcune note tramite l'uso degli armonici naturali.

## Significato del testo
La canzone fu ispirata da un articolo di giornale che trattava di un sedicenne chiamato Jeremy Wade Delle di Richardson, Texas che si sparò sotto gli occhi della sua classe la mattina dell'8 gennaio 1991 alle 9:45 circa. Delle venne descritto dai compagni di scuola come "veramente calmo" e conosciuto per "fingersi triste". Dopo essere venuto a lezione in ritardo quella mattina, a Delle fu chiesto di recarsi in segreteria per avere un permesso. Lasciò la classe e ritornò con un revolver .357 Magnum. Delle camminò di fronte alla classe e disse: "Professoressa, ecco ciò per cui sono realmente venuto". Si mise la canna dell'arma da fuoco in bocca e premette il grilletto prima che la sua insegnante o i compagni di classe potessero reagire. Una ragazza chiamata Lisa Moore, la quale conosceva Jeremy grazie al programma scolastico di sospensione, dichiarò: "Lui ed io ci passavamo spesso bigliettini in cui lui parlava della sua vita e cose così. Firmava tutti i suoi bigliettini con "Write Back" ("Rispondi"), ma lunedì scrisse "Later days" ("Arrivederci"). Non sapevo cosa volesse dire. Ma non avrei immaginato che sarebbe successa una cosa simile.".
Online esistono diversi siti e blog dedicati a Jeremy, il cui scopo è quello di raccontare la sua storia e che persona fosse. Diverse persone che lo conoscevano davvero hanno dato il loro contributo durante gli anni, permettendo di poter distinguere tra il vero Jeremy e il suo alter ego della canzone.
Quando furono chieste ad Eddie Vedder notizie su questa canzone, egli dichiarò:
Eddie Vedder chiarisce ulteriormente la genesi del brano in un'intervista del 1991:

## Video musicale

### Il video originale
Nel luglio del 1991, Vedder conobbe il fotografo Chris Cuffaro. Andarono d'accordo immediatamente ed Eddie suggerì all'amico di filmare un video per la band. Sulle insistenze del frontman, la Epic diede il permesso a Cuffaro di usare qualche canzone di Ten. Scelse Jeremy, la cui uscita come singolo non era programmata. La Epic rifiutò di finanziare Chris, costringendolo a finanziarsi da solo.
Cuffaro guadagnò soldi con un prestito e vendendo tutta la sua attrezzatura e metà della sua collezione di chitarre. Prima riprese numerose scene di un giovane attore, Eric Schubert, che recitava la parte di Jeremy. Chris e il suo team impiegarono un giorno per filmare Eric; le scene con i Pearl Jam furono filmate in un magazzino sulla Pico Boulevard di Los Angeles il 4 ottobre 1991. Una piattaforma girevole fu posta al centro del set e su questa la band suonò, mentre girava in tondo. Vedder indossa una fascia nera attorno al suo bicipite sinistro, in segno di lutto per il vero Jeremy.
Per risparmiare soldi, Cuffaro fece tutta la post-produzione da solo. Finì il video dopo sei mesi, ma alla fine fu rifiutato dalla Epic. Questa versione non fu mai mandata in onda, ma fu disponibile solo su bootleg. Attualmente è disponibile sul suo sito web.

### Il video ufficiale
Da quando Cuffaro aveva finito il proprio video, la Epic aveva messo su l'idea di pubblicare Jeremy come singolo. L'esperto Mark Pellington fu scelto come direttore del progetto. Il regista e la band si incontrarono a Londra nel giugno del 1992 per filmare una nuova versione del video di "Jeremy".
L'alto budget per il video di Pellington incluse un fuoco rapido, una giustapposizione di immagini trovate, suoni e testi che con la sequenza video creavano un effetto collage. Trevor Wilson interpretò Jeremy. Il video contiene anche dei primi piani di Vedder, che canta la canzone, con gli altri membri della band mostrati per poco tempo. Alcune delle immagini del video furono simili a quelle dell'originale, ma per quanto riguarda la band si concentrò solo su Eddie.
La prima del video risale al 1º agosto 1992 e fu rapidamente inserito nella rotazione musicale di MTV. Il successo di Jeremy fu aiutato dal raggiungimento della fama dei Pearl Jam. Il video vinse quattro premi all'MTV Video Music Awards nel 1993, cioè Best Video of the Year, Best Group Video, Best Metal/Hard Rock Video e Best Direction.

#### Riassunto del video
Nel video di Pellington, Jeremy viene mostrato come schernito dai compagni di classe a scuola, in corsa in una foresta e urlante con i suoi genitori mentre cenano. Sullo schermo appaiono frequentemente scritte parole come "problem", "peer", "harmless", "bored", "ignored" e "child". Come la canzone diventa più frenetica, i comportamenti di Jeremy diventano sempre più agitati. Le luci aiutano a rendere inquietudine alle scene. Jeremy viene mostrato con le braccia alzate a forma di V (come viene cantato nella canzone) di fronte ad una parete di fiamme. Successivamente viene mostrato in camera sua coperto da una bandiera degli Stati Uniti, circondato dal fuoco.
La scena finale del video mostra Jeremy che entra in aula camminando a grandi passi, gettando una mela all'insegnante e stando in piedi davanti ai suoi compagni. Si china e prende una pistola dalla sua tasca. Nella versione censurata, l'arma non appare mai sullo schermo, ma la spalla di Jeremy è visibilmente piegata per il suo peso. Il video fa un estremo primo piano al volto del ragazzo e come chiude gli occhi, dopo un flash la scena diventa nera. L'immagine successiva è una panoramica della classe, che mostra gli alunni con il sangue di Jeremy addosso, in stato di shock.
L'ambiguità di questa scena ha alimentato per tantissimi anni il credo che Jeremy alla fine del video decida di vendicarsi sparando sui suoi compagni di classe, associando così la sua figura a quella degli school shooters.
Nella versione non censurata, in realtà, si vede chiaramente Jeremy infilarsi la canna di una pistola in bocca e chiudere gli occhi. Ne segue un flash, la scena diventa nera e allora si vedono i suoi compagni di classe ricoperti di sangue e in stato di shock, non perché lui ha sparato su di loro come si è infatti creduto per tantissimi anni, bensì perché si è tolto la vita davanti a loro, esattamente come accadde quella triste mattina dell'8 gennaio 1991.

#### Controversie
Le restrizioni di MTV sulle immagini violente non permisero a Mark Pellington di mostrare Jeremy che si metteva l'arma nella bocca e premeva il grilletto nel momento più drammatico del video. Ironicamente, l'ambiguo primo piano di Jeremy alla fine del video, unito alla postura difensiva dei compagni di classe di Jeremy coperti dal sangue, ha condotto gli spettatori a credere che alla fine il ragazzo uccidesse la sua classe, non se stesso.
Pellington stesso negò questa interpretazione del video; egli aveva filmato una scena nella quale Jeremy porta l'arma nella sua bocca, ma l'immagine fu mutata con uno zoom per la versione di MTV, rendendo la pistola non visibile. Il regista filmò anche delle scene nelle quali gli alunni facevano alcuni saluti particolari; il saluto nazista ad esempio era visibile anche nella versione per MTV, ma l'originale conteneva anche una svastica sullo sfondo della classe.
Dopo Jeremy, la band non pubblicò altri video sino al 1998, quando la band realizzò il video completamente animato di "Do the Evolution".
Nel 1996, alla Frontier Junior High School di Moses Lake, Washington, Barry Loukaitis uccise 3 persone dichiarando che fu influenzato dalla canzone.
Dopo il massacro della Columbine High School nel 1999, il video fu bandito per un certo tempo. Da allora, MTV e VH1 hanno raramente mandato in onda il video. È comunque disponibile su internet, su siti come YouTube. Viene occasionalmente mandato in onda negli Hard Rock Cafè. Il video è tornato in onda su VH1 Classic dal 2006. Anche MTV2 Rock ne ha mandato in onda delle immagini in filmati che contenevano scene di vari video degli anni '90.

## Performance
I Pearl Jam suonarono Jeremy agli MTV Video Music Awards del 1992. La band avrebbe voluto suonare "Sonic Reducer" dei Dead Boys, ma MTV insistette affinché suonassero la loro canzone, che era già nella rotazione musicale. Eddie Vedder nella performance inserì il primo verso di "Sonic Reducer", "I don't need no... I don't need no mom and dad.".

## Formati e tracklist
- Compact Disc Single (USA, Germania, Australia, Brasile e Austria)

1. "Jeremy" (Vedder, Ament) – 4:49
2. "Footsteps" (Gossard, Vedder) – 3:53
  - Inedita
  - Registrata live su Rockline, l'11 maggio, 1992, ospitati da Bob Coburn.
3. "Yellow Ledbetter" (Ament, McCready, Vedder) – 5:04
  - Inedita

- Compact Disc Single (Regno Unito)

1. "Jeremy" (versione singolo) (Vedder, Ament) – 4:46
2. "Yellow Ledbetter" (Ament, McCready, Vedder) – 5:04
  - Inedita
3. "Alive" (Live) (Vedder, Gossard) – 4:55
  - Registrata live il 3 agosto 1991 al RKCNDY di Seattle, Washington.

- 7 " Vinyl Single (Regno Unito)

1. "Jeremy" (versione singolo) (Vedder, Ament) – 4:46
2. "Alive" (Live) (Vedder, Gossard) – 4:55
  - Registrata live il 3 agosto 1991 al RKCNDY di Seattle, Washington.

- 7 " Vinyl Single (Paesi Bassi)

1. "Jeremy" (Vedder, Ament) – 4:49
2. "Footsteps" (Gossard, Vedder) – 3:53
  - Inedita
  - Registrata live su Rockline, l'11 maggio, 1992, ospitati da Bob Coburn.

- 7 " Vinyl Single (USA)

1. "Jeremy" (Versione singolo) (Vedder, Ament) – 5:18
2. "Alive" (Vedder, Gossard) – 5:40

- 12 " Vinyl Single (Regno Unito)

1. "Jeremy" (Vedder, Ament) – 4:46
2. "Footsteps" (Gossard, Vedder) – 3:53
  - Inedita
  - Registrata live su Rockline, l'11 maggio, 1992, ospitati da Bob Coburn.
3. "Alive" (Live) (Vedder, Gossard) – 4:55
  - Registrata live il 3 agosto 1991 al RKCNDY di Seattle, Washington.

- Cassette Single (Regno Unito)

1. "Jeremy" (versione singolo) (Vedder, Ament) – 4:46
2. "Alive" (Live) (Vedder, Gossard) – 4:55
  - Registrata live il 3 agosto 1991 al RKCNDY di Seattle, Washington.

- Cassette Single (Australia)

1. "Jeremy" (Vedder, Ament) – 4:49
2. "Footsteps" (Gossard, Vedder) – 3:53
  - Inedita
  - Registrata live su Rockline, l'11 maggio, 1992, ospitati da Bob Coburn.
3. "Yellow Ledbetter" (Ament, McCready, Vedder) – 5:04
  - Inedita